# Bengo
Bengo és una de les 18 províncies en les que es divideix administrativament Angola. Segons les estadístiques de 1988, hi havia 18.700 persones que vivien en zones urbanes i 137.400 a les zones rurals, amb un total de 156.100 habitants. Té una superfície de 31.371 km², i la seva població en el cens 2014 era 351.579 habitants. La província havia estat cread en 1980 per la divisió de la província de Luanda en les de Bengo i Luanda. La seva capital és la ciutat de Caxito.

## Divisió administrativa i situació geogràfica
Limita amb les províncies de Zaire al nord, Uíge al nord-est, Kwanza-Nord a l'est i Kwanza-Sud al sud. És una província costanera i disposa de platges naturals, com la de Pambala i Libongos, de 7 km de longitud.
L'Assemblea Nacional d'Angola va aprovar una llei el 27 de juliol 2011 reorganitzant les subdivisions territorials de les províncies de Luanda i Bengo. La llei traslladava els municipis d'Icolo e Bengo i Quiçama de la província de Bengo a la província de Luanda i crea nous municipis en les dues províncies. Actualment Bengo conté cinc municípios:
| Município     | Capital    | Àrea (km²) | Pop. (2006 est) |
| ------------- | ---------- | ---------- | --------------- |
| Ambriz        | Ambriz     | 4,204      | 16,611          |
| Dande         | Caxito     | 6,529      | 82,992          |
| Ícolo e Bengo | Catete     | 3,819      | 58,830          |
| Nambuangongo  | Muxiluando | 5,604      | 110,831         |
| Quiçama       | Muxima     | 12,046     | 29,905          |

Icolo e Bengo i Quiçama havien estat incloses a la província de Luanda en 2011. Algunes fonts també mostren dins la província de Bengo els municipis de Bula Atumba, Dembos, i Pango-Aluquém, mentre que altres els inclouen en Kwanza-Nord.

## Comunes
La província de Bengo inclou les següents comunas:
| - Ambriz - Barra do Dande - Bela Vista - Bula Atumba - Caxito | - Gombe - Cage - Canacassala - Cazuangongo - Quiage - Quibaxe | - Quicunzo - Quixico - Mabubas - Muxiluando | - Pango-Aluquém - Paredes - Piri - São José das Matas - Tabi - Úcua - Zala |

## Llengües
- Kimbundu
- Sama

## Activitat econòmica
La principal activitat econòmica de la província és l'agricultura, que se centra en el cultiu de cafè, cotó, palmeres, cítrics, bananes i hortalisses. També s'hi treballa la fusta, i hi és important la pesca.
Els minerals que se n'extreuen són: sofre, gemma, fosfat, calcaris i quars.
També són importants focus econòmics la pesca esportiva i la caça.

## Clima
Té un cliama tropical sec, amb una temperatura mitjana de 25 graus Celsius. El mes més calorós és el març, en el que s'arriba als 33 °C i el juliol és el mes més fred, quan la temperatura mitjana és de 17 °C.

## Recursos naturals
En aquesta província hi ha el Parc Nacional de Kissama, envoltat per dos grans rius, el Longa i el Kwanza. Aquest últim és navegable durant tot el seu curs pel parc, fins a la seva desembocadura a l'oceà Atlàntic.